# Jack Levine
Pour les articles homonymes, voir Levine.
Jack Levine est un peintre américain né le 3 janvier 1915 dans le South End de Boston, Massachusetts et mort le 8 novembre 2010 à New York, NY. 
À rebours des canons abstraits de l'époque, il a inscrit l'ensemble de son œuvre dans le courant satyrico-réaliste et peut être qualifié de peintre politique et social.
Jack Levine est le père de la peintre Susanna Levine-Fisher.

## Débuts

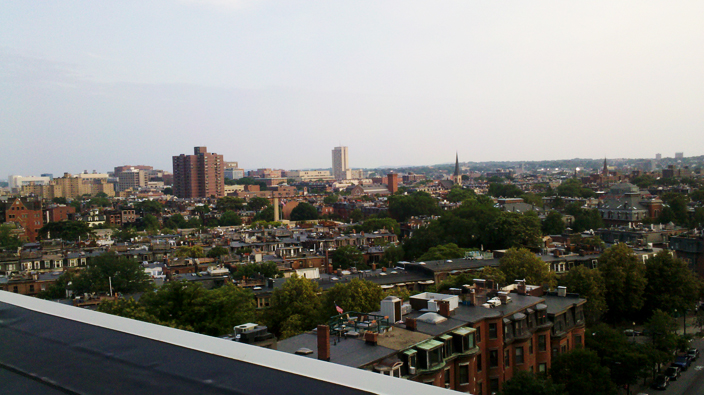
Vue de SouthEnd, Boston, 2011

Né de parents émigrés juifs lituaniens, il est le cadet d'une famille de 8 enfants. Il est élevé dans un quartier de Boston où logent de nombreux pauvres immigrés européens et est le témoin des réalités de la rue : ivrognes, prostituées, politiciens et policiers. Ces sujets l'impressionnent et inspireront le cœur de son art. Très jeune, il dessine et esquisse les événements de la vie urbaine comme la grève de la police de Boston. Il a 7 ans quand sa famille déménage en 1923 dans le quartier résidentiel de Roxbury ; sa mémoire lui permet néanmoins de continuer à dessiner les personnages et les scènes du South End. 

### Études
Dès 9 ans, il étudie le dessin au Centre communautaire à Roxbury jusqu'en 1931 avec Harold K. Zimmerman puis la peinture auprès du professeur Denman Ross, au sein de l'école du musée des beaux-arts de Boston (en) avec son camarade de classe, Hyman Bloom (en). Il fréquente ensuite l'Université d'Harvard entre 1929 et 1933. Parallèlement, il visite les musées des Beaux-Arts de Boston et du Fogg Art de Harvard où il imite la technique, le style et les sujets de maîtres anciens,. 
Il bénéficie ensuite du soutien de Ross, son professeur de peinture au département de peinture d'Harvard, qui inclut les premières œuvres engagées de l'adolescent Levine dans une exposition au Fogg Art Museum en 1932 et trois ans plus tard, lègue vingt dessins de Levine à la collection du musée. Ces travaux sont influencés par H. Bloom, H. Soutine , G. Rouault et O. Kokoschka. Avec Bloom et Karl Zerbe, Levine inaugure un style connu sous le nom de (en) « Boston Expressionnism ». 

### Succès
Après ses études à Harvard, Jack Levine bénéficie entre 1935 et 1940 du soutien de la Works Projects Administration, agence publique américaine mise en place en 1935 dans le cadre du New Deal soutenant, entre autres, les arts par ses commandes. Il émerge très vite comme le montre l'acquisition et l'accrochage de Feast of Pure Reason (1937) - une satire du pouvoir politique de Boston - par le Museum of Modern Art de New York, malgré les réticences des banquiers et industriels qui l'ont fondé et le financent. Cette œuvre représente en effet un officier de police, un capitaliste et un politicien se congratulant cyniquement autour d'une table, le drapeau américain derrière eux. La même année, String Quartet est présenté au Whitney Museum of American Art puis acheté en 1942 par le Metropolitan Museum of Art. 
Sa première exposition de peinture à New York s'organise en 1939 au Musée d'Art Moderne, avec l'affichage de Card Game et Brain Trust - cette dernière oeuvre tirée de son observation de la vie du petit Boston. 
La mort de son père en 1939 provoque une série de peintures de sages juifs. 

## Seconde guerre mondiale
À l'issue de la Seconde Guerre mondiale durant laquelle il sert dans l'U.S. Army de 1942 à 1945, Jack Levine se retrouve à Buchenwald après la libération du camp de concentration où il est photographié en 1945.

## Influences européennes
Il voyage ensuite en Europe où il approfondit son appréciation de l'art des grands maîtres de la Renaissance comme le Titien dont il reconnait l'influence, au cours d'un séjour à Rome entre 1950 et 1951 dans le cadre du programme Fulbright, et devient fasciné par les formes de torsion maniériste du Greco.
Il se met alors à exagérer les formes, élargir les têtes et tordre les visages - un dispositif qu'il appelle « taffy-pull », pour accroître la satire ou le pathos dans ses œuvres. Pendant les années 1950, ses compositions se resserrent et les visages figurés sont entièrement modélés et robuste. 
A cette époque, il commence ses explorations de sujets bibliques, des thèmes qui l'engagent fortement dans ses dernières décennies. Il peint aussi vers la fin des années 1950, une série de portraits sensibles de sa femme et sa fille Susanna.

## La polémiqueWelcome Home
Il reprend son combat contre le pouvoir établi avec Welcome Home (1946) s'attaquant cette fois-ci à l'arrogance du pouvoir militaire à travers les conflits d’intérêts des hauts-gradés américains qui ont contribué à l'enrichissement d'industriels durant la guerre. Lorsque la toile est présentée en 1959 dans une exposition sur la culture américaine à Moscou, Levine s'attire les foudres du Comité des activités anti-américaines qui le suspecte de communisme, puis l'attention de toute une nation grâce au président américain Eisenhower amené à prendre position dans la polémique naissante : « Il me semble que c'est plutôt un pamphlet que de l'art, pour autant que ce soit de mon ressort », dit-il en refusant d'intervenir. Cette soudaine popularité fit dire ironiquement à Levine qu'« être accusé par le président des États-Unis représentait la consécration ».

## Réalisme social
Satirique à l'image du peintre allemand George Grosz, Jack Levine n'a eu de cesse de s'engager sur des sujets tels que le racisme (Birmingham '63, 1963), la misère (Election Night, 1954) ou la géopolitique (The Spanish Prison (1959–62) sur le franquisme ou Panethnikon, 1978 au sujet de l'ONU). Levine se réclame également du caricaturiste Honoré Daumier et de Rembrandt.
En 1952, l'Institut d'art contemporain organise une grande rétrospective de son travail qui circule beaucoup pendant trois ans, pour se terminer au Whitney Museum of American Art de Boston.
Alors que le style de l’expressionnisme abstrait prévalait, Jack Levine fut un acteur important du mouvement expressionniste figuratif new-yorkais : il fit partie du comité éditorial du journal « Reality » lancé durant l'hiver 1953. Jack Levine ne put cependant pas résister au succès de Jackson Pollock et de Mark Rothko, les figures de proue de l'expressionnisme abstrait dont le succès le marginalisa peu à peu : « J'ai fait sensation dans le monde de l'art des années 1930, mais il semble que chaque année je tombe davantage dans l'oubli » reconnut-il en 1985.

## Période hébraïque
Jack Levine épousa en 1945 la peintre américaine Ruth Gikow (en) et déménage à New York. Sa mort en 1982 fut le déclencheur d'une nouvelle période pour son œuvre, cette fois-ci tournée vers ses racines juives, comme ce l'avait été au moment de celle de son père. Il fut notamment l'auteur d'une série inspirée du Nouveau Testament, dont l'une des pièces, Cain and Abel (1961), fit son entrée en 1973 au musée du Vatican sous l'impulsion du pape Paul VI qui l'appréciait. 

## Honneurs
En 1978 , une rétrospective de l'œuvre de Levine a eu lieu au Musée juif de New York. L'année suivante, Levine est élu à l'Académie nationale de design en tant que membre associé et devient un académicien en 1982. 
Il est exposé dans de nombreuses collections publiques, y compris à l'Art Institute of Chicago, au Musée d'Art Moderne, au Metropolitan Museum of Art, au Musée national d'art américain, à la Phillips Collection, à la National Gallery of Art et au Hirshhorn Museum and Sculpture Garden à Washington, au musée de Brooklyn et au Whitney Museum of American Art à New York, au Fogg Art Museum de Cambridge . 
Levine fait l'objet d'un film documentaire intitulé Feast of Pure Reason, en 1989, produit et réalisé par David Sutherland.

## Fin de vie
il meurt à son domicile de Manhattan à New York, le 8 novembre 2010 à l'âge de 95 ans.

## Citation
Levine a dit de lui-même : « Je suis principalement concerné par la condition de l'homme ».

## Thèmes et catégories
| Art figuratif Art moderne Art social Artiste de New York Bible Boston expressionism Caricature Commentaire culturel Condition humaine Consumérisme Critique sociale Droits civiques | Eau-forte Estampe moderne États-Unis Figure humaine Expressionnisme Gestuelle Gravure Grands coups de pinceau Hébraïsme Impressionnisme Impressionnisme politique | Lithographie Parodie Peinture Personnages politiques Portrait individuel Réalisme social Satirisme Taffy-pull Travail au pinceau, |